# Кастелмарте
Кастелма̀рте (на италиански: Castelmarte; на ломбардски: Castelmart, Кастелмарт) е село и община в Северна Италия, провинция Комо, регион Ломбардия. Разположено е на 459 m надморска височина. Населението на общината е 1307 души (към 2017 г.).